# Gadsden (Alabama)

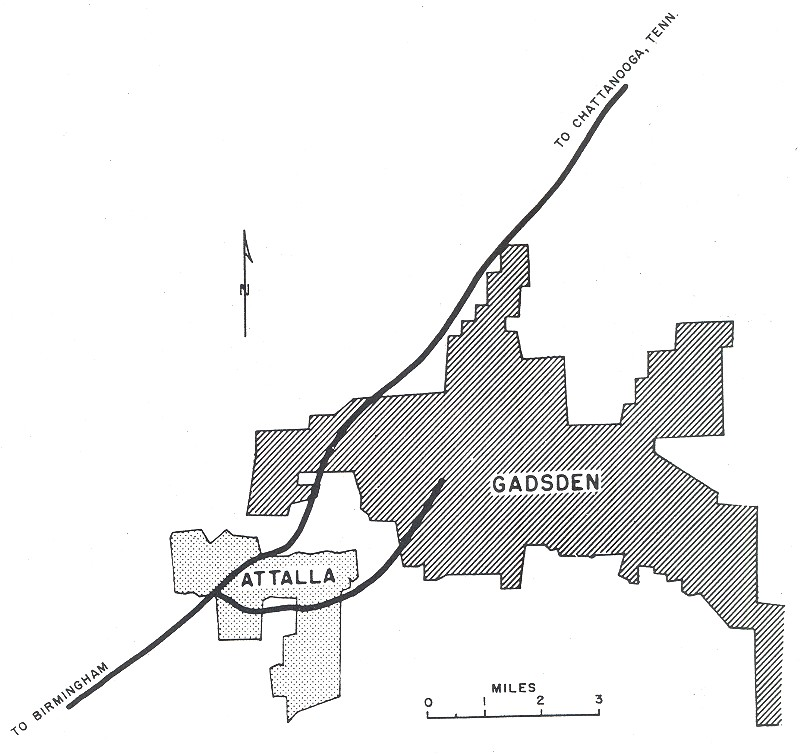
Mapa de 1955

Gadsden é uma cidade localizada no estado americano de Alabama, no Condado de Etowah.

## Demografia
Segundo o censo americano de 2000, a sua população era de 38.978 habitantes.
Em 2006, foi estimada uma população de 37.291, um decréscimo de 1687 (-4.3%).

## Geografia
De acordo com o United States Census Bureau, a localidade tem uma área de 96,3 km², dos quais 93,2 km² cobertos por terra e 3,1 km² cobertos por água.

## Localidades na vizinhança
O diagrama seguinte representa as localidades num raio de 16 km ao redor de Gadsden.